# Ka mate

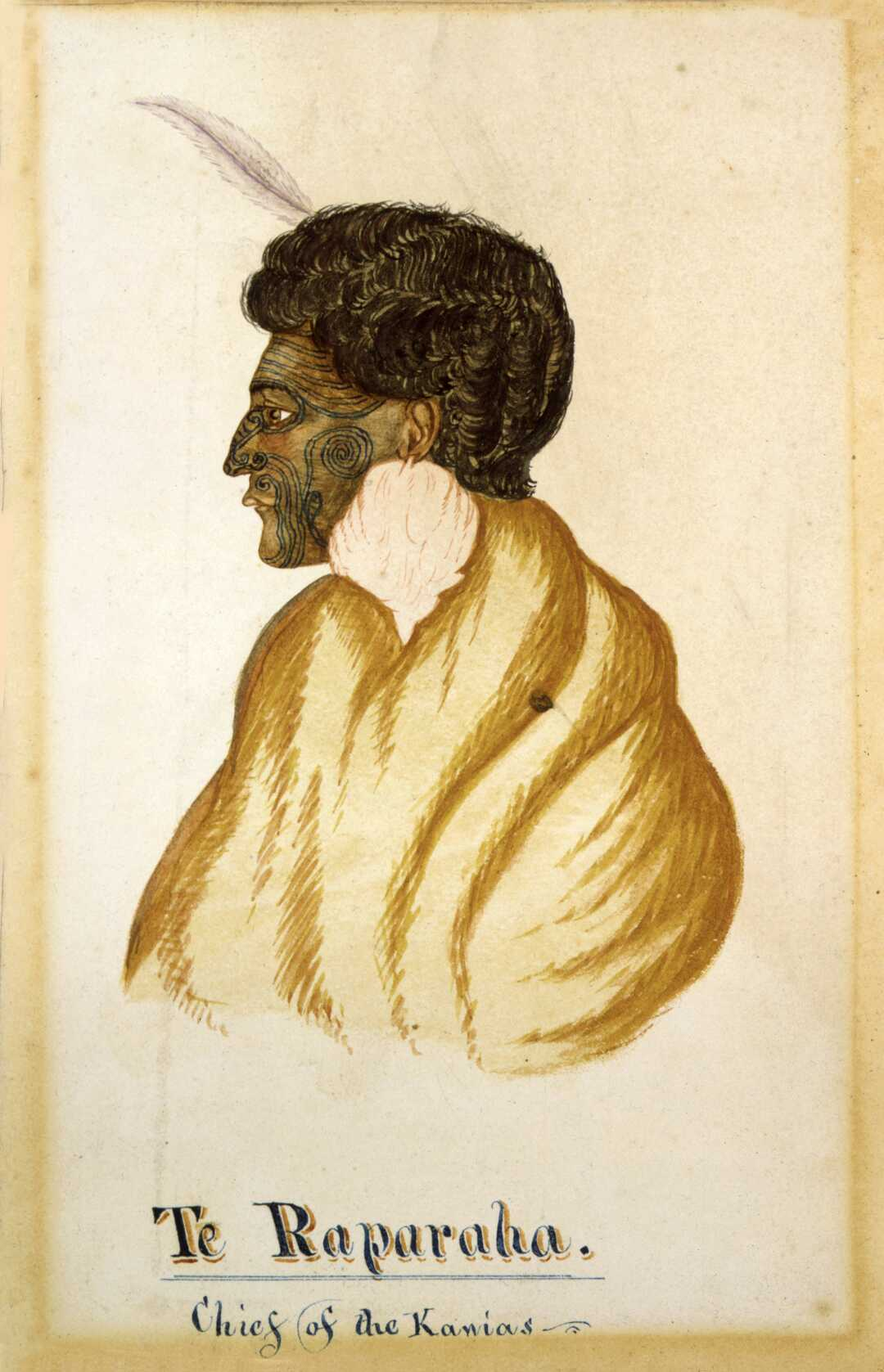
Te Rauparaha

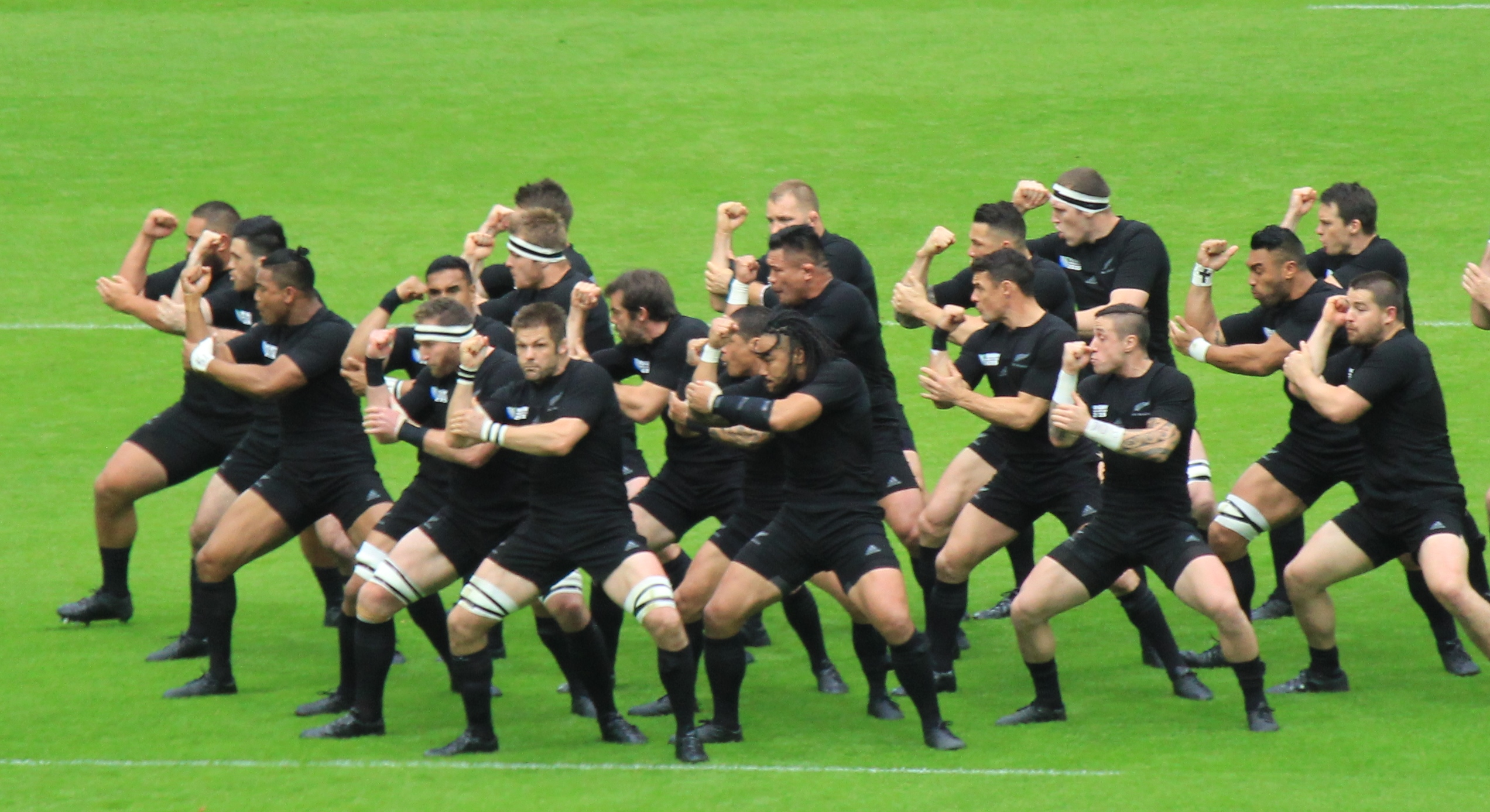
Exécution du haka Ka mate lors de la Coupe du monde de rugby à XV 2015.

Le ka mate est le haka utilisé par l'équipe de Nouvelle-Zélande de rugby à XV surnommée « All Blacks » ainsi que l'équipe de Nouvelle-Zélande de rugby à XIII surnommée « Kiwis ».
Ce haka de Te Rauparaha est sans doute le plus connu de tous les hakas. L'historien James Belich le décrit comme « le plus célèbre poème néo-zélandais ».
Depuis février 2009, l’iwi Ngati Toa, dont Te Rauparaha fut le chef, se voit reconnaître officiellement les droits de propriété intellectuelle du Ka mate. Cette reconnaissance est essentiellement symbolique, et les All Blacks ne devront ni obtenir l'autorisation des Ngati Toa, ni les payer avant d'utiliser le ka mate. Toutefois, la mesure vise à restreindre l'emploi du ka mate dans des publicités sans le consentement de l’iwi.

## Origines
On raconte, que, vers 1820, le chef māori Te Rauparaha venait d'échapper à une tribu ennemie, le Ngati Tuwharetoa. Les guerriers du Ngati Tuwharetoa approchaient. Te Rauparaha entendait déjà leurs incantations, quand il rencontra Te Wharerangi, chef de la région Rotoaira, et lui demanda sa protection. Te Whareangi, d'abord hésitant, permit finalement à Te Rauparaha de se cacher dans son kumara pit, un genre de fosse où les Maoris stockaient leurs patates douces (kumaras). La tribu ennemie se rapprochait encore et Te Rauparaha, bien que caché au fond de la fosse, était certain d'être découvert et tué ; il se répétait tout bas : « Je meurs, je meurs ». Quand il se rendit compte que ses ennemis ne l'avaient pas trouvé, Te Rauparaha se mit à crier : « Je vis, je vis ! (« Ka Ora, Ka Ora! ») L'homme “poilu” qui est allé chercher le soleil l'a fait briller à nouveau ! Le soleil brille. » (Te Rauparaha parlait de Te Wharerangi, qui était célèbre pour son corps très velu.) 
Littéralement , Upane veut dire « marches ». Peut-être Te Rauparaha criait-il upane à chaque marche gravie pendant son retour vers le grand soleil et la liberté. Une fois sorti de la fosse, Te Rauparaha aurait dansé son Haka de joie devant les deux chefs, Te Wharerangi et Te Rangikoaea.

## Les paroles
Voici les paroles du ka mate en maori et en français  :
| Maori | Français |
| --- | --- |
| Meneur : Taringa Whakarongo! Kia Rite! Kia Rite! Kia Mau! Hi! Ringa Ringa Pakia Waewae takia Kia kino nei hoki Équipe entière : Kia kino nei hoki A Ka mate! Ka mate! Ka ora! Ka ora! A Ka mate! Ka mate Ka ora! Ka ora! Tenei te tangata puhuruhuru Nana nei i tiki mai, whakawhiti te ra A upane ka upane! A upane ka upane whiti te ra! Hi! | Meneur : Écoutez ! Préparez-vous ! Alignez-vous ! En position ! Oui ! Frappez, frappez des mains sur les cuisses Tapez des pieds aussi fort que vous pouvez Équipe entière : Aussi fort que vous pouvez C'est la mort ! C'est la mort ! C'est la vie ! C'est la vie ! C'est la mort ! C'est la mort ! C'est la vie ! C'est la vie ! Voici l'homme poilu Qui est allé chercher le soleil, et l'a fait briller de nouveau Faites face ! Faites face en rang ! Faites face, faites face en rang devant le soleil qui brille Oui ! |

## Autre haka
- Kapa o Pango